# Piekło obiecane
Piekło obiecane – powieść argentyńskiej autorki Elsy Drucaroff z 2006 roku to częściowo oparta na faktach historia polskiej Żydówki z niewielkiej wsi Kaszyłowo. Akcja rozgrywa się w roku 1926, częściowo w Polsce, częściowo w Buenos Aires.

## Fabuła
Niespełna 17-letnia Dina zostaje zgwałcona przez kolegę ze szkoły, czym okrywa hańbą całą rodzinę. Aby zmazać to piętno, rodzice decydują się wydać córkę za bogatego Żyda, który obiecuje zabrać ją do Argentyny. Jeszcze na statku nastolatka odkrywa prawdziwe intencje swojego małżonka, który tuż po przybyciu do Buenos Aires zamyka ją w domu publicznym, należącym do organizacji o nazwie „Warszawa”.
Kiedy Dina przyzwyczaja się do warunków życia w niewoli, powoli zaczyna jej się podobać w luksusowym i pełnym udogodnień domu. Sytuacja zmienia się wraz z pojawieniem się nowego klienta: wysoko postawionego sędziego o sadystycznych upodobaniach. Bita i poniżana dziewczyna coraz częściej myśli o ucieczce. Wsparcia udzielają jej dwaj inni klienci: dziennikarz oraz zecer anarchista. Z jednym z nich Dinę zaczyna łączyć głębsze uczucie, dzięki któremu wraca jej odwaga do walki o wyzwolenie.

## Odniesienia historyczne
„Piekło obiecane” jest fikcją literacką, jednak zawiera wiele odniesień do prawdziwych wydarzeń i postaci. Inspiracją do napisania książki była dla autorki historia polskich Żydówek, które na początku XX wieku były zmuszane do prostytucji. Cały proces werbowania wyglądał zazwyczaj podobnie, jak przedstawiono w książce, z tym że w rzeczywistości głównym powodem sprzedawania młodych dziewcząt przez ich własne rodziny była skrajna bieda. W małej żydowskiej wiosce pojawiał się elegancki mężczyzna, który wyszukiwał odpowiednią kandydatkę i proponował jej małżeństwo oraz wyjazd do Argentyny. Jego oferta była na tyle korzystna, że większość rodzin zgadzała się na „transakcję”.
W powieści Elsy Drucaroff bardzo często pojawia się nazwa organizacji przestępczej, która zajmowała się handlem kobiet: „Varsovia” (pol. „Warszawa”). Pod koniec lat 20. XX wieku organizacja zmieniła nazwę na „Zwi Migdal”. Jednym z bohaterów, uwiecznionych na kartach powieści jest niejaki Trauman, którego postać nawiązuje do założyciela stowarzyszenia, Noe Traumana.

## Recenzje
Powieść Elsy Drucaroff w Argentynie od momentu publikacji cieszyła się dużym powodzeniem, o czym świadczy fakt, że autorka otrzymała za nią prestiżową nagrodę Ricardo Rojas. Temat, który wiąże się z historią Żydów znad Wisły, zainteresował także polskich czytelników, a książka zebrała dobre recenzje.
Ze względu na ogromny niedobór polskojęzycznych źródeł poruszających temat żydowskich prostytutek oraz organizacji Zwi Migdal, „Piekło obiecane” można zaliczyć do pozycji niecodziennych, przynajmniej na polskim rynku.